# Dendraster terminalis
Dendraster terminalis is een zee-egel uit de familie Dendrasteridae.
De wetenschappelijke naam van de soort werd in 1938 gepubliceerd door Grant & Hertlein.